# Ratusz w Kostrzynie nad Odrą
Ratusz w Kostrzynie nad Odrą – ratusz, który znajdował się w Kostrzynie nad Odrą na Rynku. Zniszczony podczas II wojny światowej.

## Historia
Ratusz wybudowany został w latach 1572–1577 na miejscu drewnianego, rozebranego w 1547. Była to budowla dwupiętrowa z wieżą. W 1780 został obniżony i zrównany do wysokości korpusu. Do 1945 ratusz zachował cechy renesansu. W czasie walk o miasto został doszczętnie zniszczony. Zachowały się zarysy fundamentów budowli.